# Mizuho Sakaguchi
Mizuho Sakaguchi (jap. 阪口 夢穂, Sakaguchi Mizuho; * 15. Oktober 1987 in Sakai, Präfektur Osaka) ist eine japanische Fußballnationalspielerin.

## Vereinskarriere
Sakaguchi spielte in der Saison 2003/04 beim Verein Speranza Takatsuki, danach zwei Jahre für den FC Perure Tasaki. Sie wechselte im März 2009 zum US-amerikanischen Klub FC Indiana Lionesses. Dort riss ihr im Training das Kreuzband am linken Knie, weshalb sie kaum zum Einsatz kam. Seit 2010 spielt sie wieder in Japan, zunächst für die Albirex Niigata Ladies und seit 2012 für NTV Beleza.

## Nationalmannschaft
Sakaguchi absolvierte ihr erstes Länderspiel für Japan am 19. Juli 2006 gegen Vietnam bei der Asienmeisterschaft der Frauen. Gleich bei ihrem Debüt hat sie ein Tor erzielt. Sakaguchi war auch bei der 5. Frauenweltmeisterschaft 2007 im Kader, gespielt hat sie nicht. Sie absolvierte alle sechs Spiele für Japan bei der 6. Frauenweltmeisterschaft 2011 in Deutschland.
Sakaguchi gehörte auch zum japanischen Kader für die Olympischen Spiele in London. Sie kam in allen sechs Spielen zum Einsatz, u. a. im mit 1:2 gegen die USA verlorenen Finale und gewann mit ihrer Mannschaft die Silbermedaille.
Bei der Fußball-Asienmeisterschaft der Frauen 2014 gehörte sie mit zwei Toren, die sie im Gruppenspiel gegen Jordanien erzielt hatte, zu den sechs besten Torschützinnen Japans und gewann erstmals die Asienmeisterschaft. Schon mit dem Einzug ins Halbfinale hatte sich Japan für die WM 2015 qualifiziert.
Sie wurde dann auch für die WM nominiert und in zwei Gruppenspielen sowie den vier Spielen der Finalrunde eingesetzt. Nur beim letzten Gruppenspiel, als Trainer Norio Sasaki einige Stammspielerinnen schonte, kam sie nicht zum Einsatz. Im Achtelfinale gegen die Niederlande erzielte sie das Tor zum zwischenzeitlichen 2:0 und wurde nach dem Spiele als „Spielerin des Spiels“ ausgezeichnet. Im Finale gegen die USA konnte sie aber keine Akzente setzen und verlor mit 2:5.
Beim asiatischen Qualifikationsturnier für die Olympischen Spiele 2016 bestritt sie im letzten Spiel gegen Nordkorea ebenso wie Yukari Kinga ihr 100. Länderspiel. Die Japanerinnen verpassten aber als Dritte des Turniers die Olympischen Spiele.
2018 konnte sie mit der Nationalmannschaft den 2014 gewonnenen Titel des Asienmeisters verteidigen. Dabei erzielte sie im letzten Gruppenspiel gegen Australien das Tor zum zwischenzeitlichen 1:0. Zwar konnten die Australierinnen vier Minuten vor dem Spielende noch ausgleichen, durch das 1:1 qualifizierte sich Japan aber für das Halbfinale und die WM 2019.

## Erfolge
- Vizeweltmeisterin 2015
- Weltmeisterin bei der FIFA Frauen WM 2011 in Deutschland
- Silbermedaille bei den Olympischen Spielen 2012
- Goldmedaille bei den Asienspielen 2010
- Asienmeisterin 2014 und 2018